# Mary Lou Williams
Mary Lou Williams, född Mary Elfrieda Scruggs, 8 maj 1910 i Atlanta, Georgia, död 28 maj 1981 i Durham, North Carolina, var en amerikansk jazzpianist, kompositör och arrangör.

## Biografi
Williams växte upp i Pittsburgh, Pennsylvania, där hon redan som ung flicka visade på musikalisk talang och absolut gehör. Hon tränades av sin mor och lärde sig att sjunga och spela orgel vid tidig ålder. Williams överraskade sin mor när hon började spela en låt efter att just ha hört den på familjens orgel. Hon spelade professionellt i sjuårsåldern.
Under tonårstiden spelade hon under namnet Mary Lou Burley (styvfaderns efternamn), och gjorde framföranden på bland annat spelhålor och vaudeville-teatrar. Hon bytte efternamn till Williams när hon gifte sig med kollegan och saxofonisten John Williams 1927. Hon fortsatte samarbetet med sin make och flyttade till Kansas City, där hon fick en framträdande roll i swing-scenen.
Williams gick bort i urinblåsecancer i Durham, North Carolina, 28 maj 1981.

## Karriär
Williams debuterade i mitten av 1920-talet och lyckades följa utvecklingen inom jazzmusiken utan att tappa sin personlighet. Hon skrev bland annat musik för Duke Ellington och Benny Goodman. Hon var även god vän med och mentor till Charlie Parker, Miles Davis, Dizzy Gillespie med flera.

## Utmärkelser och hedersbetygelser
- Grammy Awards-nominerad 1971 i kategorin Best Jazz Performance - Group för albumet Giants med Dizzy Gillespie, Bobby Hackett, Mary Lou Williams.
- Stipendium från John Simon Guggenheim Memorial Foundation, 1972 och 1977.[7]
- Hedersdoktor vid Fordham University i New York,1973.[8]
- Williams grundade Mary Lou Williams Foundation 1980.[9]

## Arv och källa till inspiration
- Duke University i Durham, North Carolina grundade 1983 Mary Lou Williams Center for Black Culture.[10]
- The Kennedy Center i Washington, D.C. grundade 1996 den årliga Mary Lou Williams Women in Jazz Festival.[11]
- Williams arkiv förvaras sedan 2000 på Rutgers Universitys Institute of Jazz Studies i Newark.[12]
- En historisk skylt har satts upp vid 328 Lincoln Avenue, Lincoln Elementary School, Pittsburgh, PA, där Williams framgångar belyses och det framgår att artisten har gått i den skolan.[13]
- Trumpetaren Dave Douglas släppte ett album, Soul on Soul år 2000, som en hyllning till Williams. Albumet innehåller originalkompositioner av Williams samt nya verk som har inspirerats av hennes verk.[14]
- Pianisten John Hicks släppte albumet Impressions of Mary Lou år 2000, innehållande åtta av hennes verk.[15]
- The Dutch Jazz Orchestra Group efterforskade och spelade nyupptäckta verk av Williams. 2005 gav de ut albumet Lady Who Swings the Band.[16]
- Jazzpianisten och kompositören Geri Allens Mary Lou Williams Collective släppte 2006 albumet Zodiac Suite: Revisited.[17]
- Sarah Bruce Kelly publicerade 2010 novellen Jazz Girl som är baserad på Williams liv.[18]
- Ann Ingalls och Maryann MacDonald publicerade 2010 barnboken The Little Piano Girl som var inspirerad av Williams liv. Giselle Potter illustrerade boken.[19]